# Tom Sturridge
Tom Sturridge (teljes neve Thomas Sidney Jerome Sturridge) (London, 1985. december 1. –) brit film- és tévészínész.

## Pályafutása

### Fiatalkora
1985 decemberében született Londonban Anthony Nicholls színész unokájaként. Apja Charles Sturridge igazgató, felesége Phoebe Nicholls színésznő. Két testvére van: Arthur és Matilda - ő a legidősebb gyerek. A Winchester College-ban tanult,de abbahagyta. A testvérei a Harrodian Schoolba jártak, itt találkozott és barátkozott meg Robert Pattinsonnal.

### Karrierje
Gyerekszínészként kezdte, benne volt az 1996-os Gulliver utazásai című tévéfilmsorozatban, amit apja rendezett, illetve anyjával játszott együtt. A 2004-es Hiúság vására és a Csodálatos Júliával című filmekkel lett ismert. 2006-ban Nigel Colby szerepét játszotta a Like a Minds című pszichológiai thrillerben. Újabban pedig a Rockhajó című komédiában láthatjuk ismét.

## Filmjei
| Év   | Formátum | Cím                      | Szerep          |  |
| ---- | -------- | ------------------------ | --------------- |  |
|      | Színház  | The Trial                | Isten (hang)    |  |
| 1996 | TV       | Gulliver utazásai        | Tom Gulliver    |  |
| 1997 | Film     | Fairy Tale: A True Story | Hab             |  |
| 2004 | Film     | Hiúság vására            | fiatal Georgy   |  |
| 2004 | Film     | Csodálatos Júlia         | Roger Gosselyn  |  |
| 2005 | Film     | Brothers of the Head     | Barry Howe      |  |
| 2005 | TV       | A Waste of Shame         | William Herbert |  |
| 2006 | Film     | Like Minds               | Nigel Colby     |  |
| 2009 | Film     | Rockhajó                 | Carl            |  |
| 2009 | Film     | Waiting for Forever      | Will Donner     |  |
|      | Színház  | Punk Rock                | William         |  |

## Fordítás
Ez a szócikk részben vagy egészben  a   Tom Sturridge című angol Wikipédia-szócikk fordításán alapul.  Az eredeti cikk szerkesztőit annak laptörténete sorolja fel. Ez a jelzés csupán a megfogalmazás eredetét és a szerzői jogokat jelzi, nem szolgál a cikkben szereplő információk forrásmegjelöléseként.

## További információ
- Tom Sturridge a PORT.hu-n (magyarul)
- Tom Sturridge az Internetes Szinkronadatbázisban (magyarul)
- Tom Sturridge az Internet Movie Database-ben (angolul)
- Tom Sturridge a Rotten Tomatoeson (angolul)